# Bjorkdale
Bjorkdale est une communauté située dans la province de Saskatchewan, dans le centre-est.